# Le Crociate (videogioco)
Le Crociate (Crusaders: Thy Kingdom Come) è un videogioco di strategia in tempo reale sviluppato e distribuito dalla Neocore Games (e dalla FX Interactive in Italia e in Spagna). Il gioco è ispirato al periodo delle Crociate, la prima in particolare) tra i cristiani e i musulmani ai tempi dell'inizio del XI secolo.

## Modalità di gioco
Il gameplay del gioco presenta uno stile simile alla serie Total War, ma, a differenza di tale serie, non presenta unicamente l'eliminazione dell'esercito nemico, ma anche degli obiettivi bonus in scenari originali.
Nel gioco è possibile guidare uno dei 5 principi crociati in una campagna di 15 missioni, oppure entrare direttamente in azione in uno dei 5 scenari speciali disponibili.

### Accampamento
Negli accampamenti si possono reclutare nuove unità, rafforzare le abilità e le caratteristiche delle truppe, equipaggiare gli eroi con reliquie sacre e tanto altro ancora.
Nell'esercito, si possono contare fino a 12 truppe regolari (compreso l'eroe) e 6 di riserva. Se non si dispone di posti nell'esercito, è possibile sciogliere una truppa in cambio del 50% del suo costo di reclutamento, grazie ad un apposito pulsante.
Inoltre, ogni unità può farsi potenziare fino a 4 volte l'attacco e la difesa in cambio di una tantum in oro, oltre che salire di livello, aumentando automaticamente l'attacco e la difesa. Inoltre, le truppe acquistano un punto abilità ogni tre livelli raggiunti; tali punti consentono di acquistare un'abilità esclusiva del proprio corpo militare.
Il principe crociato, invece, acquisisce un punto per ogni livello d'esperienza acquisito, e le sue abilità speciali, con il costo del punto d'abilità, dispongono di 4 livelli di miglioramento.
Esistono anche dei capitani disposti a guidare le proprie unità in cambio di una spesa iniziale in oro. I capitani sono privi di abilità speciali ma abili in combattimento, e sono una via di mezzo tra gli eroi e le truppe normali in ogni termine.

### Obiettivi
Per superare con successo una missione bisogna compiere gli obiettivi principali (contrassegnati da blasoni blu sulla mappa). Tuttavia, esistono anche altre nazioni che possono proporre obiettivi secondari; tali obiettivi non sono indispensabili per il compimento della missione, ma offrono dei bonus in caso di compimento. A seconda dell'esito dell'obiettivo, la reputazione con la fazione che lo ha proposto subirà un aumento o un calo. Tali obiettivi secondari, nella mappa della missione, appaiono indicati dallo scudo della fazione affidante. Può anche capitare che due fazioni siano in disaccordo tra di loro e quindi propongano missioni secondarie discordanti, costringendo il giocatore a scegliere.

### L'altare
Ogni principe crociato comincia la campagna con un determinato valore di Fede, che può aumentare compiendo determinati obiettivi delle missioni e inviando reliquie sacre, trovate durante la Crociata, alla Corte Papale.
Osservando la medaglia situata nell'angolo inferiore destro della schermata dell'altare, si vedranno un certo numero di gemme rosse, indicanti appunto la Fede professata dal Principe.
Tali reliquie possono essere vendute in cambio di oro, cedute al Papa in cambio di fede o utilizzate in battaglia concedendo abilità extra in battaglia, proporzionali alla Fede del Principe.

### Reputazione
A partire dalla seconda missione, le varie fazioni (che sono 4 indipendentemente dal personaggio scelto) assegneranno obiettivi secondari che, seppure non siano cruciali per la missione principale, faranno in modo che in caso vengano completate regaleranno ricompense. Tali fazioni sono effettivamente le diverse nazionalità dell'esercito crociato, fattore determinante per l'intera campagna. Ad ogni fase di gestione precedente alla battaglia si può decidere quale delle 4 fazioni del personaggio si può appoggiare nella missione successiva.
Ogni principe crociato gode di una certa reputazione presso ogni fazione, e mano a mano che la campagna procede, tale reputazione salirà o calerà in funzione degli obiettivi secondari intrapresi e del loro esito, che siano finiti in successo o in fallimento.
Una volta selezionata una fazione, appariranno, nel margine destro dello schermo, i vantaggi che si otterranno aumentando la reputazione con tale fazione.

### Eroi
| Eroe                 | Attributi                                                                                                  | Descrizione | Abilità |
| -------------------- | --- | --- | --- |
| Ruggero di Hastings  | - Condottiero di arcieri - Veterano in combattimento - Unità uniche - Fede debole                          | Quando Guglielmo il Conquistatore sconfisse i Sassoni ad Hastings, gli antenati di Ruggero erano al fianco del re. Ruggero è un cavaliere mercenario che combatte sotto gli stendardi della Normandia, al fianco di una banda di crociati in cerca di reputazione e fortuna nella Terra Santa.       | - Colpo multiplo (attivo): L'eroe colpisce 2 bersagli ad ogni colpo per 10 secondi, più un nemico in un colpo e 10 secondi di durata per livello. - Ira (passivo): L'eroe attacca il 10% più velocemente per livello. - Scatto (attivo): L'eroe aumenta la velocità di movimento del 50% per 10 secondi, più altri 10 secondi per livello. - Strategia offensiva (passivo): L'attacco dell'intero esercito aumenta del 3% per livello. - Condottiero di arcieri (passivo): La potenza di tiro di tutti gli arcieri aumenta del 10% per livello. |
| Lothar di Aquisgrana | - Famiglia ricca - Unità uniche - Abile stratega - Debole nel combattimento corpo a corpo                  | Lothar nacque in una ricca famiglia della Lotaringia, ma essendo il secondogenito, la sua vita era destinata al celibato. Ora ha la possibilità di conquistare nuove terre per sé: è un crociato con un buon fiuto per la politica e cauto nelle sue tattiche.                                       | - Siniscalco (passivo): I costi di tutte le unità diminuiscono del 5% per livello. - Adunata (attivo): La stanchezza delle unità in una portata di 100 metri diminuisce del 15% per livello. - Urlo di battaglia (attivo): Per un minuto, l'attacco e la difesa di tutti i nemici calano del 20%, in una portata di 100 metro, più altri 50 metri per livello. - Strategia difensiva (passivo): La difesa di tutte le unità aumenta del 3% per livello. - Mastro d'armi (passivo): Le armi e le armature di tutte le unità aumentano del 10% per livello.                                                                                            |
| Goffredo di Tolosa   | - Scorta di cavalieri - Condottiero di cavalleria pesante - Forti legami politici - Inesperto in battaglia | Goffredo è un giovane aristocratico membro della famiglia reale francese. Degno rappresentante della nobiltà della Francia, ha sotto il suo comando un esercito formato da unità forti e ben equipaggiate. Prode e valoroso, ha forse troppa fiducia in sé stesso.                                   | - Attacco fulmineo (passivo): L'eroe attacca il 15% più velocemente per livello. - Urlo di battaglia (attivo): Per un minuto, l'attacco e la difesa di tutti i nemici calano del 20%, in una portata di 100 metro, più altri 50 metri per livello. - Strategia offensiva (passivo): L'attacco dell'intero esercito aumenta del 3% per livello. - Mastro d'armi (passivo): Le armi e le armature di tutte le unità aumentano del 10% per livello. - Leader di cavalleria pesante (attivo): Per un minuto, l'attacco e la difesa di ogni unità di cavalleria pesante in una portata di 100 metri (più altri 50 metri per livello) aumenta di 30 unità. |
| Gonzalo da Toledo    | - Condottiero di unità leggere - Devoto - Tattica di attacco lampo - Equipaggiamento di battaglia scarso   | Quando re Alfonso di Castiglia conquistò il Nord della Spagna, Gonzalo era solo un bambino che cresceva nella pace di Toledo. Ascoltando i racconti della Reconquista e delle lotte tra cristiani e almoravidi, divenne un idealista animato dal sincero e pio desiderio di liberare la Terra Santa. | - Ira (passivo): L'eroe attacca il 10% più velocemente per livello. - Strategia difensiva (passivo): La difesa di tutte le unità aumenta del 3% per livello. - Strategia offensiva (passivo): L'attacco dell'intero esercito aumenta del 3% per livello. - Fede salda (passivo): Le reliquie aumentano del 10% per livello la loro efficacia. - Condottiero unità leggere (attivo): Per un minuto, i fanti leggeri, la cavalleria leggera e i lancieri in un raggio di 100 metri (più altri 50 per livello) aumentano di 30 le armi e le armature.                                                                                                   |
| Roberto di Napoli    | - Condottiero di fanteria pesante - Soldati d'elite - Fede salda - Deboli legami politici                  | Quando i Normanni conquistarono l'Italia meridionale, vi stabilirono il proprio regno. Roberto ereditò la ferocia del padre normanno e, unitosi alla crociata, seguì il sentiero dei suoi antenati vichinghi, e conquistò nuove terre al suono dei colpi della sua spada.                            | - Colpo multiplo (attivo): L'eroe colpisce 2 bersagli ad ogni colpo per 10 secondi, più un nemico in un colpo e 10 secondi di durata per livello. - Attacco fulmineo (passivo): L'eroe attacca il 15% più velocemente per livello. - Scatto (attivo): L'eroe aumenta la velocità di movimento del 50% per 10 secondi, più altri 10 secondi per livello. - Adunata (attivo): La stanchezza delle unità in una portata di 100 metri diminuisce del 15% per livello. - Capitano fanteria pesante (passivo): Tutte le unità di fanteria pesante aumentano del 5% per livello le loro armi e le loro armature.                                            |

## Scenari
Come detto in precedenza, esistono 5 scenari aggiuntivi per mettere alla prova le proprie abilità strategiche e tattiche.
1. Eroe caduto: La missione dello scenario consiste nel catturare Ugo Vermandois, fratello del re di Francia, ferito in battaglia e situato in una tenda contrassegnata dallo stendardo blu dell'obiettivo. Il giocatore dispone di una piccola forza, ma mano a mano che gli avamposti vicino allo stendardo rimarranno in mano al giocatore verranno aggiunti dei rinforzi all'esercito principale.
2. Tradimento: Dopo la disastrosa sconfitta dei musulmani alle porte di Antiochia, le tensioni tra fatimidi e selgiuchidi si sono aggravate; nonostante il condottiere fatimida abbia dato l'ordine di ritirata, molti suoi uomini si sono rifiutati di obbedire. C'è sempre, però, la possibilità di far combattere di nuovo questi soldati contro i crociati: in caso di vittoria, i guerrieri che si sentivano traditi riacquisteranno fiducia.
3. Ultima possibilità: L'esercito della Jihad è ormai pronto a spazzare via i crociati: due gruppi separati dell'esercito si incontreranno in una vasta distesa nei pressi di Antiochia. L'obiettivo primario è quello di occupare la torre di vedetta al centro della zona, per poi resistere agli assalti dei cristiani fino all'arrivo dei rinforzi.
4. Vendetta: I fatimidi, che hanno preso notizia che un esercito crociato si avvicina a Gerusalemme, hanno trovato un alleato: si tratta di un ricco mercante che ha perso la propria famiglia per mano dei crociati stessi, e, per vendicarsi, ha pertanto assoldato una banda di temibili assassini. Guidando questo nuovo esercito, bisogna tendere un'imboscata ai crociati, in modo così da difendere il villaggio.
5. Fatidici incontri: I crociati hanno appreso dell'incontro fra Sokman e Iftikar, due condottieri fatimidi; sembrerebbe l'occasione perfetta per eliminarli entrambi. La prima cosa da fare è occuparsi delle guardie delle torri di vedetta, per poi eliminare Iftikar una volta giunto sul posto. Al fianco del giocatore ci sarà Mahmud, un Saraceno rinnegato che prenderà il posto del nemico al crocevia dove avrà luogo l'incontro. Sokman dovrà essere attirato in trappola, e con molta attenzione: egli è infatti molto cauto, e non esiterà a fuggire al primo sospetto.

## Accoglienza
Le Crociate ha ricevuto un voto di 7,8 su 10 da parte del sito italiano multiplayer.it, che lo ha lodato per la grafica, la diversità dai soliti RTS e la varietà nel gameplay, ma anche criticato per la pesantezza anche su PC performanti e le unità esteticamente tutte identiche.